# الجعيشية (مأرب)

تعديل مصدري - تعديل

الجعيشية هي إحدى قرى عزلة ال راشد منيف بمديرية مأرب التابعة لمحافظة مأرب، بلغ تعداد سكانها 114 نسمة حسب تعداد اليمن لعام 2004.